# Ахерн, Томас
Томас Ахерн (англ. Thomas Ahern; 23 декабря 1884, Оттава, Онтарио, Канада — 22 мая 1970) — канадский политик и бизнесмен. Наиболее известен как владелец клуба НХЛ Оттава Сенаторз.

## Биография
Томас Ахерн родился в Оттаве Канады. Его отец, Томас Ахерн, был известным человеком в Оттаве, который владел Ottawa Elecrtic и Ottawa Electric Railway Company. Томас Ахерн-младший получил образование в Оттавском колледже.
Участвовал в Первой Мировой войне.
После войны, начал работать с Оттавой Сенаторз, выиграв с ними 3 Кубка Стэнли в период с 1920 по 1923 год. В сезоне 1926/27 за команду играли такие игроки, как Джек Адамс, Кинг Клэнси, Алек Коннелл, Сай Деннени, Фрэнк Финниган, Хек Килри, Фрэнк Найбор и Реджинальд Смит.
Томас занимался политикой и избирался в Палату общин Канады в 1930 и 1935 годах.
Помимо этого, Ахерн был вице-президентом Ottawa Light, Heat and Power Company. В 1940 году стал президентом Ottawa Electric Company. Была у него также собственная компания Rowatt-Ahearn Ltd. Ахерн также имел доли в других компаниях, таких, как Wallace Realty Company, Ottawa Car Manufacturing Company, Ottawa Gas Company, Ottawa Investment Company, Ahearn & Soper и т.д.
В 1962 году был избран в Зал хоккейной славы. В 1966 году был включён в Зал спортивной славы Онтарио.
Ахерн умер в 1970 году в своем доме в Оттаве. Был похоронен на кладбище Birchwood. У него остались жена Нора, сын Томас и дочери Джоан и Лилис.